# Rivière Kwakwatanikapistikw
La rivière Kwakwatanikapistikw est un affluent de la rive droite de la Grande rivière de la Baleine, laquelle se déverse sur la rive est de la baie d'Hudson, au village de Kuujjuarapik. La rivière Kwakwatanikapistikw coule vers l'ouest, puis le sud-ouest, dans Whapmagoostui, dans le Nunavik, dans la région administrative du Nord-du-Québec, au Québec, au Canada.

## Géographie
Les bassins versants voisins de la rivière Kwakwatanikapistikw sont :
- côté nord : ruisseau Kamikwapiskach ;
- côté est : rivière Coats ;
- côté sud : grande rivière de la Baleine ;
- côté ouest : baie d'Hudson.

La rivière Kwakwatanikapistikw s'approvisionne de plusieurs ruisseaux et petits plans d'eau situés à l'ouest de la rivière Coats ; la ligne de partage des eaux s'approchant par endroits à seulement 0,5 km à l'ouest de la rivière Coats. Un petit lac sans nom (longueur : 0,7 km ; altitude : 187 m) constitue le lac de tête de la rivière. De là, la rivière coule vers l'est, puis vers le nord, sur 2,9 km en contournant une montagne dont le sommet atteint 244 m et en traversant trois petits lacs.
À partir de ce dernier petit lac, la rivière coule vers l'ouest relativement en ligne droit sur 11,7 km jusqu'à la décharge d'un ruisseau venant du nord. Le segment suivant de la rivière coule vers l'ouest sur 17,3 km, en recueillant les eaux de plusieurs ruisseaux, zones de marais et plans d'eau. La rivière bifurque vers le sud sur 1,8 km jusqu'à la confluence d'un ruisseau venant du sud-est. Puis la rivière coule sur 9,8 km vers l'ouest, puis le sud-ouest jusqu'à la confluence d'un cours d'eau venant de l'est. 
L'embouchure de la rivière Kwakwatanikapistikw est situé à 13,8 km en amont de l'embouchure de la Grande rivière de la Baleine.

## Toponymie
Le toponyme rivière Kwakwatanikapistikw a été officialisé le 23 mai 1979 à la Commission de toponymie du Québec.